# 로이터
로이터(Reuters)는 통신사의 하나로, 독일인 파울 율리우스 로이터(Paul Julius Baron von Reuter)가 설립한 영국의 뉴스 및 정보제공기업이다. 현재는 신문, 방송 등에 뉴스를 공급하는 전통적인 통신사의 기능보다는, 오히려 경제 증시 시황 속보 등 금융 정보 제공 등의 비중이 커져 있다.

## 역사
유대계 독일인 파울 율리우스 로이터는 프랑스에서 통신사 경영에 대해 배운 뒤 런던으로 이주해 정확하고 신속한 뉴스의 수집과 배급으로 신뢰를 쌓았다. 1851년에는 영불해협에 있는 해저 케이블을 사용해서 파리의 주식시장 정보, 런던의 금융정보를 각지에 송신했다. 1870년에는 당시 유럽의 통신사인 아바스(프랑스), 볼프(독일)와 시장 분할 협정을 맺고, 미국을 제외한 세계 뉴스를 3사가 독점했다. 이 `대동맹'은 후일 AP 등에 의해 깨질 때까지 로이터의 세계 지배의 기반이 됐다.
제2차 세계 대전 후 민영화 후에는 1956년 소련공산당 비밀 당대회에서 행해진 니키타 흐루쇼프 수상의 스탈린 비판을 특종하는 등 보도기관으로서 실적을 쌓아갔다. 하지만 1980년대에 들어서 경영이 다시 악화되자 경영개선을 위해 경제뉴스나 금융정보 서비스 강화에 착수한데 이어 사내의 강한 반대를 무릅쓰고 외환거래 중개업무에도 착수했다. 현재는 매출의 95% 이상을 금융정보 서비스로 올리고 있다.
2004년 12월 미국의 금융정보회사인 `머니라인 텔리레이트'사를 약 1억5천만 달러에 사들였고, 또 텔리레이트와 계약하고 있는 일본경제신문사의 자회사 `QUICK 머니라인 텔리레이트'을 약 19억엔에 매입했다. 2007년 5월 15일 로이터는 캐나다의 정보서비스 대기업인 톰슨 코퍼레이션이 로이터를 87억 파운드에 사들이는 데 합의했다고 전했다. 새 회사명은 톰슨 로이터이고, 금융정보 서비스에서 미국의 블룸버그를 제치고 세계 최대기업이 됐다. 금융정보, 보도 부문은 `로이터'라는 브랜드를 계속 사용하고, 로이터의 편집권 독립도 유지된다고 한다.

## 지국
150개국 230개 도시에 지국이 있고, 19개 언어로 서비스를 제공하고 있다. 현재 주요 매스컴은 로이터와 계약하고 있다.